# Cécile Caillaud
Cécile Caillaud, née le 28 avril 1967 à Paris, est une actrice française, connue notamment pour son rôle d'Audrey, dans la série Une famille formidable.

## Filmographie
- 1994 :  La Reine Margot : La servante de Henriette
- 1996 : For ever Mozart
- 1996 : Le Bel été 1914 : Rosine
- 1996 :  Madame le Consul (saison 1)
- 1997 :  Le Comédien :  Mlle Simonet
- 1992 - 2018 : Une famille formidable : Audrey, la fille de Catherine et Jacques Beaumont
- 2002: Maigret chez le Ministre (Lise Piquemal)
- 2011 : Joséphine, ange gardien - épisode 57 : Un petit coin de paradis : Suzanne